# Ferdinand Preis
Ferdinand Preis (Preiss) (Uitwa, sinds 1945 Útvina), 13 juni 1831 – ?, 13 januari 1864) was een Boheems componist en militaire kapelmeester. 

## Levensloop
Preis was militaire muzikant en van 1856 tot 1864 kapelmeester van de Militaire kapel van het Oud-Oostenrijkse Infanterie-Regiment nr. 38. Zijn naam blijft verbonden met de mars O du mein Österreich. Het trio van deze mars is ontleend uit de operette in 3 aktes "'s Alraunl" van Franz von Suppé, die 1849 in het Theater an der Wien in première ging. Alhoewel het een loflied op de Oostenrijkse bakermat en de natuur en het landleven, was het geen succes. Slechts in de versie als militaire mars, gecomponeerd in 1852 door Ferdinand Preis werd het een succes. In 1946 werd deze mars, omdat er nog geen officiële hymne bestond, bij de voetbalwedstrijd Oostenrijk - Frankrijk als vervanger van het volkslied gespeeld. Van Preis is verder de 1er Regimentsmarsch "Trautenauer" als mars bekend. 